# 679 pr. n. št.

## Smrti
- Teušpa, kralj Kimercev (* ni znano)